# ドーネイ準男爵
ドーネイ準男爵（ドーネイじゅんだんしゃく、英語: Dawnay baronets）は、イングランド王国の準男爵位。1642年5月19日に創設され、1644年に廃絶した。地名指定はヨークシャーにおけるコウィックである。

## コウィックのドーネイ準男爵（1642年）
- 初代準男爵サー・クリストファー・ドーネイ（1620年ごろ – 1644年7月13日）
  - ジョン・ドーネイ（John Dawnay、1594年ごろ – 1630年3月15日）と妻エリザベス（Elizabeth、旧姓ハットン（Hutton）、サー・リチャード・ハットン（英語版）の娘）の息子として、1620年ごろに生まれた[1]。1639年11月2日にグレイ法曹院に入学した[1]。1642年5月に祖父サー・トマス・ドーネイ（Sir Thomas Dawnay）の遺産を継承、直後の1642年5月19日に準男爵に叙された[1]。ジェーン・モーズリー（Jane Moseley、1644年以降没、ジョン・モーズリーの娘）と結婚した[1]。1644年7月13日に死去、25日にスナス（英語版）で埋葬された[1]。
- 第2代準男爵サー・トマス・ドーネイ（1644年4月ごろ – 1644年）
  - 生後3か月で準男爵位を継承したが[1]、同年のうちに死去、初代準男爵の弟ジョン・ドーネイ（1625年1月25日洗礼 – 1695年10月1日、1681年に初代ダウン子爵に叙爵）が遺産を継承した[2]。